# San Giuseppe di Cluny
San Giuseppe di Cluny ou Igreja de São José de Cluny é uma igreja de Roma, Itália, localizada no rione Monti, na via Poliziano. É dedicada a São José de Cluny. Foi projetada e construída pelo arquiteto Luca Carimini e está localizada no mosteiro das Irmãs de São José de Cluny. A obra começou em 1884 e terminou seis anos depois. A igreja foi consagrada pelo cardeal Lucido Maria Parocchi em 1900. Uma característica única desta igreja é a escada de acesso à rampa dupla, que deixa a igreja numa posição elevada em relação ao nível da rua. O interior é composto por três naves com uma abside, onde se destaca um mosaico da "Ascensão de Jesus e os Apóstolos". Na cripta está uma cópia da Gruta de Lourdes.